# Wintzen
Wintzen ist ein östlicher Stadtteil von Schleiden im nordrhein-westfälischen Kreis Euskirchen. Nördlich der Ortschaft entspringt der Selbach. Der Ort liegt zwischen dem Hövelberg und dem Wichelsberg. In Wintzen befindet sich eine Kapelle. In Wintzen wohnen knapp 70 Personen.

## Geschichte
1464 wurde Wintzen zusammen mit Broich erstmals urkundlich erwähnt. 
Bis zur Neugliederung der Gemeinden und Kreise des Neugliederungsraumes Aachen, die am 1. Januar 1972 wirksam wurde, gehörte Wintzen zur Gemeinde Kall.

## Verkehr
Die VRS-Buslinie 816 der RVK verbindet den Ort, ausschließlich als TaxiBusPlus nach Bedarf, mit seinen Nachbarorten und mit Schleiden.
| Linie | Verlauf                                                                       |
| ----- | ----------------------------------------------------------------------------- |
| 816   | MiKE / AST-Verkehr: Schleiden – Broich Höhe – Kerperscheid – Broich – Wintzen |

Die nächsten Autobahnanschlussstellen sind Bad Münstereifel / Mechernich oder Wißkirchen auf der A 1 und Aachen-Lichtenbusch auf der A 44.